# Audion

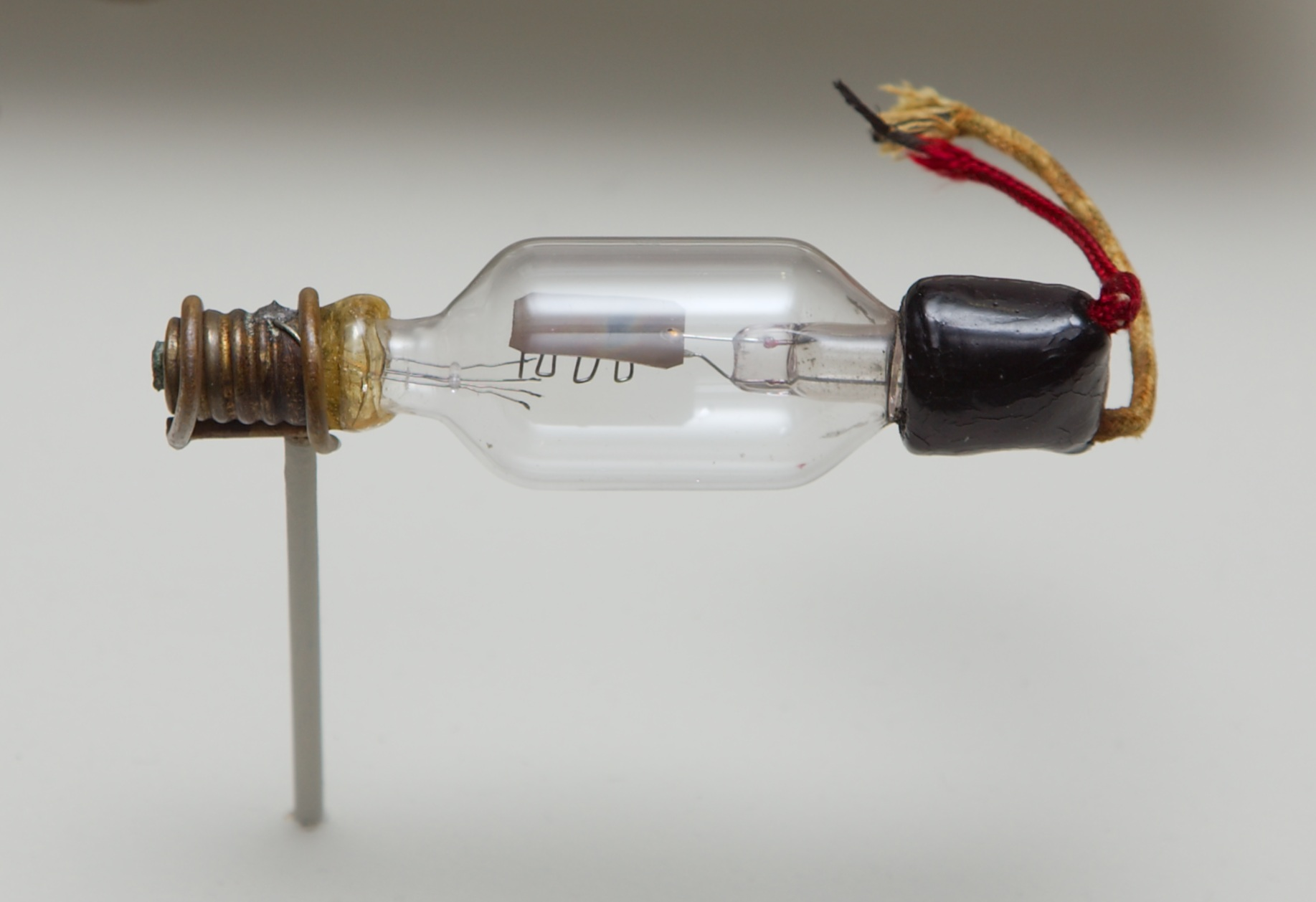
Une des premières audion. L'anode (plaque métallique) est visible en haut. La grille est partiellement visible juste au-dessous (fil métallique en zigzag). Le filament, en principe relié aux connecteurs de gauche, s'est consumé et n'est plus visible.

Pour les articles homonymes, voir Audion (homonymie).
L'audion est le premier tube électronique de type triode. L'audion a permis de réaliser les premiers amplificateurs électroniques.

## Historique
L'audion est un tube à vide partiel inventé par l'américain Lee De Forest en 1906 et la première triode, composant à trois électrodes : un filament chauffé (cathode) porté à un potentiel négatif, une grille et une plaque métallique (anode) dont le potentiel détermine le courant entre cathode et anode. Dans la première version, la grille est disposée en dehors du tube. En 1908, Lee De Forest perfectionna l’audion en transférant la grille à l'intérieur du tube,.
L'audion fut le premier composant permettant de construire un amplificateur électronique. Un faible signal électrique appliquée à la grille produit une variation importante de courant cathodique, résultant en un signal plus important sur la résistance qui charge l'anode.
Contrairement aux tubes à vide conçus plus tard, l'audion contenait une faible proportion de gaz, jugé nécessaire par De Forest. Ceci limitait pourtant la dynamique d'amplification, rendait les caractéristiques non linéaires et les performances erratiques.
Le dispositif avait été à l'origine conçu comme détecteur pour les récepteurs radio, en ajoutant une grille-électrode à la valve de Fleming. Cependant, son utilisation ne se répandit qu'avec la reconnaissance de ses propriétés d'amplification, lorsque des chercheurs l'utilisèrent dans les communications téléphoniques transcontinentales, autour de 1912.
Les nombreuses applications pratiques motivèrent alors son développement. L'audion fut ensuite supplantée par l'arrivée de tubes à vide plus poussé, quelques années plus tard, conçus notamment par Irving Langmuir.